# Herreys
A Herreys egy svéd együttes, amelyet a három Herrey-fivér, Per Herrey (1958. augusztus 9.), Richard Herrey (1964. augusztus 19.) és Louis Herrey (1966. november 3.) alkotott.
A szélesebb közönség számára az 1984-es Eurovíziós Dalfesztiválon elért első helyükkel váltak ismertté. Diggi-Loo Diggi-Ley című dalukkal Svédország második győzelmét aratták.
1985-ben megnyerték a lengyel Sopot Fesztivált Summer Party című dalukkal.

## Diszkográfiájuk
- Diggi-loo Diggi-ley
- Crazy People
- Not Funny
- Different I's
- Live in Tivoli
- Där vindarna möts
- Herreys Story
- Gyllene Hits